# مارسل ایلهان
 مارسل ایلهان (انگلیسی: Marsel İlhan؛ زادهٔ ۱۱ ژوئن ۱۹۸۷) یک تنیس‌باز اهل ترکیه است.